# Хлоазма

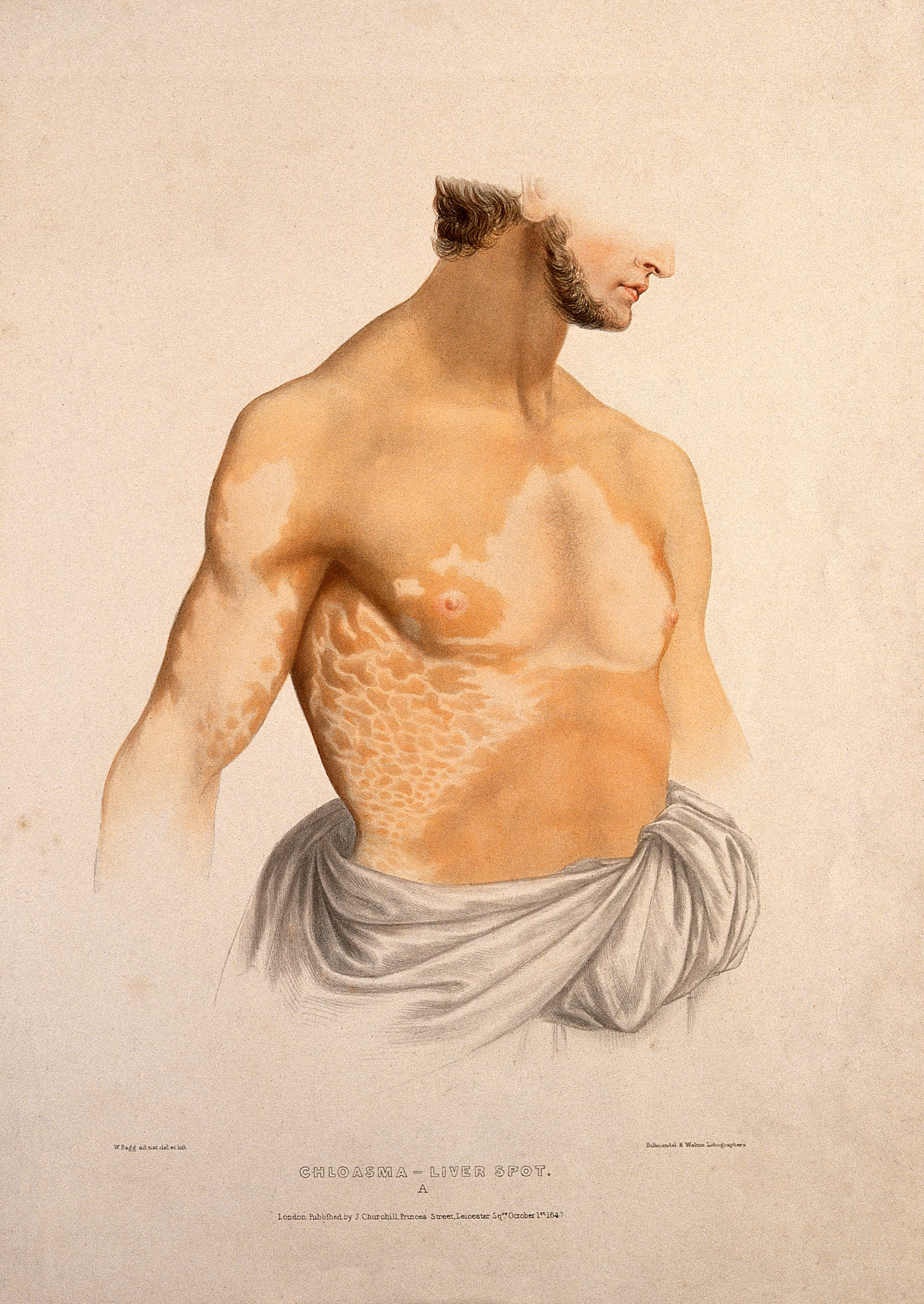
Хлоазма

Хлоазма (лат. chloasma) — ограниченная гиперпигментация кожи желтовато-коричневого цвета, возникает вследствие повышенного продуцирования пигмента. Имеют значение расстройства функции печени, яичников, гипофиза. Хлоазма часто появляется во время беременности, локализуясь на лице, вокруг сосков, живота. Хлоазма постепенно исчезает после родов. Иногда принимает стойкий характер. Расстройства функций яичников, глистная инвазия могут быть причиной хлоазмы на коже лица и вокруг рта.
Кахексическая хлоазма — тяжёлая форма гиперпигментации, имеющая в своей основе изнуряющие болезни (рак, малярия, туберкулёз, цирроз печени).
Хлоазма выражается симметрично расположенными различной формы, резко очерченными пигментными пятнами от желтовато-бурого до тёмного желтовато-серого цвета. Мелкие пятна сливаются в более крупные. Локализуются они преимущественно на лбу, веках, висках, щеках, порой вокруг сосков, на вульве; иногда хлоазма обезображивает все лицо. Хлоазма весной и летом выглядит ярче, зимой пигментация несколько бледнеет. Пятна не шелушатся и не вызывают зуда. От веснушек хлоазма отличается чёткостью очертаний и большими размерами пятен.
Хлоазма — хроническое заболевание, пигментация может держаться до конца жизни, но иногда удаётся её устранить.